# Списак епизода серије Истине и лажи

Истине и лажи је српска теленовела која се приказивала од 2017. до 2019. године на телевизији Прва. Представља римејк аргентинске теленовеле Graduados. Прва сезона серије је почела са емитовањем 25. септембра 2017. године, друга 17. септембра 2018. године, а трећа 25. фебруара 2019. године. Последња епизода серије емитована је дана 21. јуна 2019. 
Била је планирана и четврта сезона, која је требала да се емитује од јесени 2020. године, али услед пандемије корона вируса, снимање је одложено, и на крају потпуно отказано. Светлана Дрињаковић, директорка Smart Media Production, продукцијске куће која је снимала серију, је накнадно саопштила да је одлучено да неће бити четврте сезоне, и да је тако одлучено јер би после велике временске дистанце све изгубило смисао.

## Преглед
| Сезона | Сезона | Епизоде | Епизоде | Оригинално емитовање | Оригинално емитовање |
| Сезона | Сезона | Епизоде | Епизоде | Премијера            | Финале               |
| ------ | ------ | ------- | ------- | -------------------- | -------------------- |
|        | 1.     | 171     | 171     | 25. септембар 2017.  | 15. јун 2018.        |
|        | 2.     | 76      | 76      | 17. септембар 2018.  | 31. децембар 2018.   |
|        | 3.     | 85      | 85      | 25. фебруар 2019.    | 21. јун 2019.        |

## Епизоде

### 1. сезона (2017—2018)
Светислав Буле Гонцић, Љиљана Драгутиновић, Феђа Стојановић, Јана Милић Илић, Зоран Пајић, Стефан Бузуровић, Бојана Ординачев, Јелена Гавриловић, Владимир Ковачевић, Борка Томовић и Жарко Степанов су ушли у главну поставу. У 37. епизоди, Данијел Корша, Ања Мит, Душан Каличанин, Бојан Кривокапић, Владан Дујовић, Софија Рајовић, Марина Ћосић, Милан Зарић, Стефан Радоњић и Ђорђе Крећа унапређени су у главну поставу. У 102. епизоди, Сандра Силађев је унапређена у главну поставу.
| Бр. у серији | Бр. у сезони | Назив           | Редитељ                                               | Сценариста | Премијерно емитовање |
| --- | ------------ | --------------- | ----------------------------------------------------- | --- | -------------------- |
| 1 | 1            | „Епизода 1.1”   | Михаило Вукобратовић и Милан Коњевић                  | Милан Коњевић, Нина Џувер, Иван Велисављевић, Коста Пешевски, Љиљана Несторовић и Сандра Силађев                              | 25. септембар 2017.  |
| 2 | 2            | „Епизода 1.2”   | Михаило Вукобратовић и Милан Коњевић                  | Милан Коњевић, Нина Џувер, Иван Велисављевић, Коста Пешевски, Љиљана Несторовић и Сандра Силађев                              | 26. септембар 2017.  |
| 3 | 3            | „Епизода 1.3”   | Михаило Вукобратовић и Милан Коњевић                  | Милан Коњевић, Нина Џувер, Иван Велисављевић, Коста Пешевски и Љиљана Несторовић                                              | 27. септембар 2017.  |
| 4 | 4            | „Епизода 1.4”   | Михаило Вукобратовић и Милан Коњевић                  | Милан Коњевић, Нина Џувер, Иван Велисављевић, Коста Пешевски и Љиљана Несторовић                                              | 2. октобар 2017.     |
| 5 | 5            | „Епизода 1.5”   | Михаило Вукобратовић и Милан Коњевић                  | Милан Коњевић, Нина Џувер, Иван Велисављевић, Коста Пешевски и Љиљана Несторовић                                              | 3. октобар 2017.     |
| 6 | 6            | „Епизода 1.6”   | Михаило Вукобратовић и Милан Коњевић                  | Милан Коњевић, Нина Џувер, Иван Велисављевић, Коста Пешевски, Љиљана Несторовић и Сандра Силађев                              | 4. октобар 2017.     |
| 7 | 7            | „Епизода 1.7”   | Михаило Вукобратовић и Милан Коњевић                  | Милан Коњевић, Нина Џувер, Иван Велисављевић, Коста Пешевски и Љиљана Несторовић                                              | 5. октобар 2017.     |
| 8 | 8            | „Епизода 1.8”   | Михаило Вукобратовић и Милан Коњевић                  | Милан Коњевић, Нина Џувер, Иван Велисављевић, Коста Пешевски, Љиљана Несторовић и Сандра Силађев                              | 9. октобар 2017.     |
| 9 | 9            | „Епизода 1.9”   | Михаило Вукобратовић и Милан Коњевић                  | Милан Коњевић, Нина Џувер, Иван Велисављевић, Коста Пешевски и Љиљана Несторовић                                              | 10. октобар 2017.    |
| 10 | 10           | „Епизода 1.10”  | Михаило Вукобратовић и Милан Коњевић                  | Милан Коњевић, Нина Џувер, Иван Велисављевић, Коста Пешевски и Љиљана Несторовић                                              | 11. октобар 2017.    |
| 11 | 11           | „Епизода 1.11”  | Михаило Вукобратовић и Милан Коњевић                  | Милан Коњевић, Нина Џувер, Иван Велисављевић, Коста Пешевски и Љиљана Несторовић                                              | 12. октобар 2017.    |
| 12 | 12           | „Епизода 1.12”  | Михаило Вукобратовић и Милан Коњевић                  | Милан Коњевић, Нина Џувер, Иван Велисављевић, Коста Пешевски и Љиљана Несторовић                                              | 16. октобар 2017.    |
| 13 | 13           | „Епизода 1.13”  | Михаило Вукобратовић и Милан Коњевић                  | Милан Коњевић, Нина Џувер, Иван Велисављевић, Коста Пешевски, Љиљана Несторовић и Сандра Силађев                              | 17. октобар 2017.    |
| 14 | 14           | „Епизода 1.14”  | Михаило Вукобратовић и Милан Коњевић                  | Милан Коњевић, Нина Џувер, Иван Велисављевић, Коста Пешевски и Љиљана Несторовић                                              | 18. октобар 2017.    |
| 15 | 15           | „Епизода 1.15”  | Михаило Вукобратовић и Милан Коњевић                  | Милан Коњевић, Нина Џувер, Иван Велисављевић, Коста Пешевски и Љиљана Несторовић                                              | 19. октобар 2017.    |
| 16 | 16           | „Епизода 1.16”  | Михаило Вукобратовић и Милан Коњевић                  | Милан Коњевић, Нина Џувер, Иван Велисављевић, Коста Пешевски, Љиљана Несторовић и Сандра Силађев                              | 23. октобар 2017.    |
| 17 | 17           | „Епизода 1.17”  | Михаило Вукобратовић и Милан Коњевић                  | Милан Коњевић, Нина Џувер, Иван Велисављевић, Коста Пешевски и Љиљана Несторовић                                              | 24. октобар 2017.    |
| 18 | 18           | „Епизода 1.18”  | Михаило Вукобратовић и Милан Коњевић                  | Милан Коњевић, Нина Џувер, Иван Велисављевић, Коста Пешевски и Љиљана Несторовић                                              | 25. октобар 2017.    |
| 19 | 19           | „Епизода 1.19”  | Михаило Вукобратовић и Милан Коњевић                  | Милан Коњевић, Нина Џувер, Иван Велисављевић, Коста Пешевски, Љиљана Несторовић и Сандра Силађев                              | 26. октобар 2017.    |
| 20 | 20           | „Епизода 1.20”  | Михаило Вукобратовић и Милан Коњевић                  | Милан Коњевић, Нина Џувер, Иван Велисављевић, Коста Пешевски и Љиљана Несторовић                                              | 30. октобар 2017.    |
| 21 | 21           | „Епизода 1.21”  | Михаило Вукобратовић и Милан Коњевић                  | Милан Коњевић, Нина Џувер, Иван Велисављевић, Коста Пешевски и Љиљана Несторовић                                              | 31. октобар 2017.    |
| 22 | 22           | „Епизода 1.22”  | Михаило Вукобратовић и Милан Коњевић                  | Милан Коњевић, Нина Џувер, Иван Велисављевић, Коста Пешевски и Љиљана Несторовић                                              | 1. новембар 2017.    |
| 23 | 23           | „Епизода 1.23”  | Михаило Вукобратовић и Милан Коњевић                  | Милан Коњевић, Нина Џувер, Иван Велисављевић, Коста Пешевски и Љиљана Несторовић                                              | 2. новембар 2017.    |
| 24 | 24           | „Епизода 1.24”  | Михаило Вукобратовић и Милан Коњевић                  | Милан Коњевић, Нина Џувер, Иван Велисављевић, Коста Пешевски и Љиљана Несторовић                                              | 6. новембар 2017.    |
| 25 | 25           | „Епизода 1.25”  | Михаило Вукобратовић и Милан Коњевић                  | Милан Коњевић, Нина Џувер, Иван Велисављевић, Коста Пешевски и Љиљана Несторовић                                              | 7. новембар 2017.    |
| 26 | 26           | „Епизода 1.26”  | Михаило Вукобратовић и Милан Коњевић                  | Милан Коњевић, Нина Џувер, Иван Велисављевић, Коста Пешевски, Љиљана Несторовић и Сандра Силађев                              | 8. новембар 2017.    |
| 27 | 27           | „Епизода 1.27”  | Михаило Вукобратовић и Милан Коњевић                  | Милан Коњевић, Нина Џувер, Иван Велисављевић, Коста Пешевски и Љиљана Несторовић                                              | 9. новембар 2017.    |
| 28 | 28           | „Епизода 1.28”  | Михаило Вукобратовић и Милан Коњевић                  | Милан Коњевић, Нина Џувер, Иван Велисављевић, Коста Пешевски и Љиљана Несторовић                                              | 13. новембар 2017.   |
| 29 | 29           | „Епизода 1.29”  | Михаило Вукобратовић и Милан Коњевић                  | Милан Коњевић, Нина Џувер, Иван Велисављевић, Коста Пешевски и Љиљана Несторовић                                              | 14. новембар 2017.   |
| 30 | 30           | „Епизода 1.30”  | Михаило Вукобратовић и Милан Коњевић                  | Милан Коњевић, Нина Џувер, Иван Велисављевић, Коста Пешевски и Љиљана Несторовић                                              | 15. новембар 2017.   |
| 31 | 31           | „Епизода 1.31”  | Михаило Вукобратовић и Милан Коњевић                  | Милан Коњевић, Нина Џувер, Иван Велисављевић, Коста Пешевски и Љиљана Несторовић                                              | 16. новембар 2017.   |
| 32 | 32           | „Епизода 1.32”  | Михаило Вукобратовић и Милан Коњевић                  | Милан Коњевић, Нина Џувер, Иван Велисављевић, Коста Пешевски и Љиљана Несторовић                                              | 20. новембар 2017.   |
| 33 | 33           | „Епизода 1.33”  | Михаило Вукобратовић и Милан Коњевић                  | Милан Коњевић, Нина Џувер, Иван Велисављевић, Коста Пешевски и Љиљана Несторовић                                              | 21. новембар 2017.   |
| 34 | 34           | „Епизода 1.34”  | Михаило Вукобратовић и Милан Коњевић                  | Милан Коњевић, Нина Џувер, Иван Велисављевић, Коста Пешевски и Љиљана Несторовић                                              | 22. новембар 2017.   |
| 35 | 35           | „Епизода 1.35”  | Михаило Вукобратовић и Милан Коњевић                  | Милан Коњевић, Нина Џувер, Иван Велисављевић, Коста Пешевски и Љиљана Несторовић                                              | 23. новембар 2017.   |
| 36 | 36           | „Епизода 1.36”  | Михаило Вукобратовић и Милан Коњевић                  | Милан Коњевић, Нина Џувер, Иван Велисављевић, Коста Пешевски, Љиљана Несторовић и Сандра Силађев                              | 27. новембар 2017.   |
| 37 | 37           | „Епизода 1.37”  | Михаило Вукобратовић и Милан Коњевић                  | Милан Коњевић, Нина Џувер, Иван Велисављевић, Коста Пешевски и Љиљана Несторовић                                              | 28. новембар 2017.   |
| 38 | 38           | „Епизода 1.38”  | Михаило Вукобратовић и Милан Коњевић                  | Милан Коњевић, Нина Џувер, Иван Велисављевић, Коста Пешевски и Љиљана Несторовић                                              | 29. новембар 2017.   |
| 39 | 39           | „Епизода 1.39”  | Михаило Вукобратовић и Милан Коњевић                  | Милан Коњевић, Нина Џувер, Иван Велисављевић, Коста Пешевски, Љиљана Несторовић и Сандра Силађев                              | 30. новембар 2017.   |
| 40 | 40           | „Епизода 1.40”  | Михаило Вукобратовић и Милан Коњевић                  | Милан Коњевић, Нина Џувер, Иван Велисављевић, Коста Пешевски и Љиљана Несторовић                                              | 4. децембар 2017.    |
| 41 | 41           | „Епизода 1.41”  | Михаило Вукобратовић и Милан Коњевић                  | Милан Коњевић, Нина Џувер, Иван Велисављевић, Коста Пешевски и Љиљана Несторовић                                              | 5. децембар 2017.    |
| 42 | 42           | „Епизода 1.42”  | Михаило Вукобратовић и Милан Коњевић                  | Милан Коњевић, Нина Џувер, Иван Велисављевић, Коста Пешевски, Љиљана Несторовић и Сандра Силађев                              | 6. децембар 2017.    |
| 43 | 43           | „Епизода 1.43”  | Михаило Вукобратовић и Милан Коњевић                  | Милан Коњевић, Нина Џувер, Иван Велисављевић, Коста Пешевски и Љиљана Несторовић                                              | 7. децембар 2017.    |
| 44 | 44           | „Епизода 1.44”  | Михаило Вукобратовић и Милан Коњевић                  | Милан Коњевић, Нина Џувер, Иван Велисављевић, Коста Пешевски, Љиљана Несторовић и Сандра Силађев                              | 11. децембар 2017.   |
| 45 | 45           | „Епизода 1.45”  | Михаило Вукобратовић и Милан Коњевић                  | Милан Коњевић, Нина Џувер, Иван Велисављевић, Коста Пешевски и Љиљана Несторовић                                              | 12. децембар 2017.   |
| Никола има тешкоћа са младићем кога је Слоба „убацио” као његовог сина, а онда му је Марина донела нове тешкоће кад му је јавила за ДНК анализу и за клинику. Раде успева да се помири са Тањом па се венчавају и обавештавају породицу након тога. Слобин породични заступник се појављује код Крис па је Стефан био присиљен да јој објасни ко је. |              |                 |                                                       | |                      |
| 46 | 46           | „Епизода 1.46”  | Михаило Вукобратовић и Милан Коњевић                  | Милан Коњевић, Нина Џувер, Иван Велисављевић, Коста Пешевски и Љиљана Несторовић                                              | 13. децембар 2017.   |
| 47 | 47           | „Епизода 1.47”  | Михаило Вукобратовић и Милан Коњевић                  | Милан Коњевић, Нина Џувер, Иван Велисављевић, Коста Пешевски и Љиљана Несторовић                                              | 14. децембар 2017.   |
| 48 | 48           | „Епизода 1.48”  | Михаило Вукобратовић и Милан Коњевић                  | Милан Коњевић, Нина Џувер, Иван Велисављевић, Коста Пешевски и Љиљана Несторовић                                              | 18. децембар 2017.   |
| 49 | 49           | „Епизода 1.49”  | Михаило Вукобратовић и Милан Коњевић                  | Милан Коњевић, Нина Џувер, Иван Велисављевић, Коста Пешевски, Љиљана Несторовић и Сандра Силађев                              | 19. децембар 2017.   |
| 50 | 50           | „Епизода 1.50”  | Михаило Вукобратовић и Милан Коњевић                  | Милан Коњевић, Нина Џувер, Иван Велисављевић, Коста Пешевски и Љиљана Несторовић                                              | 20. децембар 2017.   |
| 51 | 51           | „Епизода 1.51”  | Михаило Вукобратовић и Милан Коњевић                  | Милан Коњевић, Нина Џувер, Иван Велисављевић, Коста Пешевски и Љиљана Несторовић                                              | 21. децембар 2017.   |
| 52 | 52           | „Епизода 1.52”  | Михаило Вукобратовић и Милан Коњевић                  | Милан Коњевић, Нина Џувер, Иван Велисављевић, Коста Пешевски и Љиљана Несторовић                                              | 25. децембар 2017.   |
| 53 | 53           | „Епизода 1.53”  | Михаило Вукобратовић и Милан Коњевић                  | Милан Коњевић, Нина Џувер, Иван Велисављевић, Коста Пешевски и Љиљана Несторовић                                              | 26. децембар 2017.   |
| 54 | 54           | „Епизода 1.54”  | Михаило Вукобратовић и Милан Коњевић                  | Милан Коњевић, Нина Џувер, Иван Велисављевић, Коста Пешевски и Љиљана Несторовић                                              | 27. децембар 2017.   |
| 55 | 55           | „Епизода 1.55”  | Михаило Вукобратовић и Милан Коњевић                  | Милан Коњевић, Нина Џувер, Иван Велисављевић, Коста Пешевски и Љиљана Несторовић                                              | 28. децембар 2017.   |
| 56 | 56           | „Епизода 1.56”  | Михаило Вукобратовић и Милан Коњевић                  | Милан Коњевић, Нина Џувер, Иван Велисављевић, Коста Пешевски и Љиљана Несторовић                                              | 1. јануар 2018.      |
| 57 | 57           | „Епизода 1.57”  | Михаило Вукобратовић и Милан Коњевић                  | Милан Коњевић, Нина Џувер, Иван Велисављевић, Коста Пешевски, Љиљана Несторовић и Сандра Силађев                              | 2. јануар 2018.      |
| 58 | 58           | „Епизода 1.58”  | Михаило Вукобратовић и Милан Коњевић                  | Милан Коњевић, Нина Џувер, Иван Велисављевић, Коста Пешевски и Љиљана Несторовић                                              | 3. јануар 2018.      |
| 59 | 59           | „Епизода 1.59”  | Михаило Вукобратовић и Милан Коњевић                  | Милан Коњевић, Нина Џувер, Иван Велисављевић, Коста Пешевски и Љиљана Несторовић                                              | 4. јануар 2018.      |
| 60 | 60           | „Епизода 1.60”  | Михаило Вукобратовић и Милан Коњевић                  | Милан Коњевић, Нина Џувер, Иван Велисављевић, Коста Пешевски и Љиљана Несторовић                                              | 8. јануар 2018.      |
| 61 | 61           | „Епизода 1.61”  | Михаило Вукобратовић и Милан Коњевић                  | Милан Коњевић, Нина Џувер, Иван Велисављевић, Коста Пешевски и Љиљана Несторовић                                              | 9. јануар 2018.      |
| 62 | 62           | „Епизода 1.62”  | Михаило Вукобратовић и Милан Коњевић                  | Милан Коњевић, Нина Џувер, Иван Велисављевић, Коста Пешевски и Љиљана Несторовић                                              | 10. јануар 2018.     |
| 63 | 63           | „Епизода 1.63”  | Михаило Вукобратовић и Милан Коњевић                  | Милан Коњевић, Нина Џувер, Иван Велисављевић, Коста Пешевски и Љиљана Несторовић                                              | 11. јануар 2018.     |
| 64 | 64           | „Епизода 1.64”  | Михаило Вукобратовић и Милан Коњевић                  | Милан Коњевић, Нина Џувер, Иван Велисављевић, Коста Пешевски и Љиљана Несторовић                                              | 15. јануар 2018.     |
| 65 | 65           | „Епизода 1.65”  | Михаило Вукобратовић и Милан Коњевић                  | Милан Коњевић, Нина Џувер, Иван Велисављевић, Коста Пешевски и Љиљана Несторовић                                              | 16. јануар 2018.     |
| 66 | 66           | „Епизода 1.66”  | Михаило Вукобратовић и Милан Коњевић                  | Милан Коњевић, Нина Џувер, Иван Велисављевић, Коста Пешевски и Љиљана Несторовић                                              | 17. јануар 2018.     |
| 67 | 67           | „Епизода 1.67”  | Михаило Вукобратовић и Милан Коњевић                  | Милан Коњевић, Нина Џувер, Иван Велисављевић, Коста Пешевски, Љиљана Несторовић, и Сандра Силађев                             | 18. јануар 2018.     |
| 68 | 68           | „Епизода 1.68”  | Михаило Вукобратовић и Милан Коњевић                  | Милан Коњевић, Нина Џувер, Иван Велисављевић, Коста Пешевски и Љиљана Несторовић                                              | 22. јануар 2018.     |
| 69 | 69           | „Епизода 1.69”  | Михаило Вукобратовић и Милан Коњевић                  | Милан Коњевић, Нина Џувер, Иван Велисављевић, Коста Пешевски и Љиљана Несторовић                                              | 23. јануар 2018.     |
| 70 | 70           | „Епизода 1.70”  | Михаило Вукобратовић и Милан Коњевић                  | Милан Коњевић, Љиљана Несторовић, Милена Деполо, Гордана Гонцић и Владислава Војновић                                         | 24. јануар 2018.     |
| 71 | 71           | "Епизода 1.71"  | Михаило Вукобратовић и Милан Коњевић                  | Љиљана Несторовић, Милан Коњевић, Милена Деполо, Гордана Гонцић и Владислава Војновић                                         | 25. јануар 2018.     |
| 72 | 72           | "Епизода 1.72"  | Михаило Вукобратовић и Милан Коњевић                  | Љиљана Несторовић, Милан Коњевић, Милена Деполо, Гордана Гонцић и Владислава Војновић                                         | 29. јануар 2018.     |
| 73 | 73           | "Епизода 1.73"  | Михаило Вукобратовић и Милан Коњевић                  | Љиљана Несторовић, Милан Коњевић, Милена Деполо, Гордана Гонцић и Владислава Војновић                                         | 30. јануар 2018.     |
| 74 | 74           | "Епизода 1.74"  | Михаило Вукобратовић и Милан Коњевић                  | Љиљана Несторовић, Милан Коњевић, Милена Деполо, Гордана Гонцић Владислава Војновић и Сандра Силађев                          | 31. јануар 2018.     |
| 75 | 75           | "Епизода 1.75"  | Михаило Вукобратовић и Милан Коњевић                  | Љиљана Несторовић, Милан Коњевић, Милена Деполо, Гордана Гонцић и Владислава Војновић                                         | 1. фебруар 2018.     |
| 76 | 76           | "Епизода 1.76"  | Михаило Вукобратовић и Милан Коњевић                  | Љиљана Несторовић, Милан Коњевић, Милена Деполо, Гордана Гонцић и Владислава Војновић                                         | 2. фебруар 2018.     |
| 77 | 77           | "Епизода 1.77"  | Михаило Вукобратовић и Милан Коњевић                  | Љиљана Несторовић, Милан Коњевић, Милена Деполо, Гордана Гонцић и Владислава Војновић                                         | 5. фебруар 2018.     |
| 78 | 78           | "Епизода 1.78"  | Михаило Вукобратовић и Милан Коњевић                  | Љиљана Несторовић, Милан Коњевић, Милена Деполо, Гордана Гонцић и Владислава Војновић                                         | 6. фебруар 2018.     |
| 79 | 79           | "Епизода 1.79"  | Михаило Вукобратовић и Милан Коњевић                  | Љиљана Несторовић, Милан Коњевић, Милена Деполо, Гордана Гонцић и Владислава Војновић                                         | 7. фебруар 2018.     |
| 80 | 80           | "Епизода 1.80"  | Михаило Вукобратовић и Милан Коњевић                  | Љиљана Несторовић, Милан Коњевић, Милена Деполо, Гордана Гонцић и Владислава Војновић                                         | 8. фебруар 2018.     |
| 81 | 81           | "Епизода 1.81"  | Михаило Вукобратовић и Милан Коњевић                  | Љиљана Несторовић, Милан Коњевић, Милена Деполо, Гордана Гонцић и Владислава Војновић                                         | 9. фебруар 2018.     |
| 82 | 82           | "Епизода 1.82"  | Михаило Вукобратовић и Милан Коњевић                  | Љиљана Несторовић, Милан Коњевић, Милена Деполо, Гордана Гонцић и Владислава Војновић                                         | 12. фебруар 2018.    |
| 83 | 83           | "Епизода 1.83"  | Михаило Вукобратовић и Милан Коњевић                  | Љиљана Несторовић, Милан Коњевић, Милена Деполо, Гордана Гонцић и Владислава Војновић                                         | 13. фебруар 2018.    |
| 84 | 84           | "Епизода 1.84"  | Михаило Вукобратовић и Милан Коњевић                  | Љиљана Несторовић, Милан Коњевић, Милена Деполо, Гордана Гонцић Владислава Војновић и Сандра Силађев                          | 14. фебруар 2018.    |
| 85 | 85           | "Епизода 1.85"  | Михаило Вукобратовић и Милан Коњевић                  | Љиљана Несторовић, Милан Коњевић, Милена Деполо, Гордана Гонцић и Владислава Војновић                                         | 15. фебруар 2018.    |
| 86 | 86           | "Епизода 1.86"  | Михаило Вукобратовић и Милан Коњевић                  | Љиљана Несторовић, Милан Коњевић, Милена Деполо, Гордана Гонцић и Владислава Војновић                                         | 16. фебруар 2018.    |
| 87 | 87           | "Епизода 1.87"  | Михаило Вукобратовић и Милан Коњевић                  | Љиљана Несторовић, Милан Коњевић, Милена Деполо, Гордана Гонцић и Владислава Војновић                                         | 19. фебруар 2018.    |
| 88 | 88           | "Епизода 1.88"  | Михаило Вукобратовић и Милан Коњевић                  | Љиљана Несторовић, Милан Коњевић, Милена Деполо, Гордана Гонцић и Владислава Војновић                                         | 20. фебруар 2018.    |
| 89 | 89           | "Епизода 1.89"  | Михаило Вукобратовић и Милан Коњевић                  | Љиљана Несторовић, Милан Коњевић, Милена Деполо, Гордана Гонцић и Владислава Војновић                                         | 21. фебруар 2018.    |
| 90 | 90           | "Епизода 1.90"  | Михаило Вукобратовић и Милан Коњевић                  | Љиљана Несторовић, Милан Коњевић, Милена Деполо, Гордана Гонцић и Владислава Војновић                                         | 22. фебруар 2018.    |
| 91 | 91           | "Епизода 1.91"  | Михаило Вукобратовић и Милан Коњевић                  | Љиљана Несторовић, Милан Коњевић, Милена Деполо, Гордана Гонцић и Владислава Војновић                                         | 23. фебруар 2018.    |
| 92 | 92           | "Епизода 1.92"  | Михаило Вукобратовић и Милан Коњевић                  | Љиљана Несторовић, Милан Коњевић, Милена Деполо, Гордана Гонцић и Владислава Војновић                                         | 26. фебруар 2018.    |
| 93 | 93           | "Епизода 1.93"  | Михаило Вукобратовић и Милан Коњевић                  | Љиљана Несторовић, Милан Коњевић, Милена Деполо, Гордана Гонцић и Владислава Војновић                                         | 27. фебруар 2018.    |
| 94 | 94           | "Епизода 1.94"  | Михаило Вукобратовић и Милан Коњевић                  | Љиљана Несторовић, Милан Коњевић, Милена Деполо, Гордана Гонцић и Владислава Војновић                                         | 28. фебруар 2018.    |
| 95 | 95           | "Епизода 1.95"  | Михаило Вукобратовић и Милан Коњевић                  | Љиљана Несторовић, Милан Коњевић, Милена Деполо, Гордана Гонцић и Владислава Војновић                                         | 1. март 2018.        |
| 96 | 96           | "Епизода 1.96"  | Михаило Вукобратовић и Милан Коњевић                  | Љиљана Несторовић, Милан Коњевић, Милена Деполо, Гордана Гонцић и Владислава Војновић                                         | 2. март 2018.        |
| 97 | 97           | "Епизода 1.97"  | Михаило Вукобратовић и Милан Коњевић                  | Љиљана Несторовић, Милан Коњевић, Милена Деполо, Гордана Гонцић и Владислава Војновић                                         | 5. март 2018.        |
| 98 | 98           | "Епизода 1.98"  | Михаило Вукобратовић и Милан Коњевић                  | Љиљана Несторовић, Милан Коњевић, Милена Деполо, Гордана Гонцић и Владислава Војновић                                         | 6. март 2018.        |
| 99 | 99           | "Епизода 1.99"  | Михаило Вукобратовић и Милан Коњевић                  | Љиљана Несторовић, Милан Коњевић, Милена Деполо, Гордана Гонцић и Владислава Војновић                                         | 7. март 2018.        |
| 100 | 100          | "Епизода 1.100" | Михаило Вукобратовић и Милан Коњевић                  | Љиљана Несторовић, Милан Коњевић, Милена Деполо, Гордана Гонцић и Владислава Војновић                                         | 8. март 2018.        |
| 101 | 101          | "Епизода 1.101" | Михаило Вукобратовић и Милан Коњевић                  | Љиљана Несторовић, Милан Коњевић, Милена Деполо, Гордана Гонцић и Владислава Војновић                                         | 9. март 2018.        |
| 102 | 102          | "Епизода 1.102" | Михаило Вукобратовић и Милан Коњевић                  | Љиљана Несторовић, Милан Коњевић, Милена Деполо, Гордана Гонцић и Владислава Војновић                                         | 12. март 2018.       |
| 103 | 103          | "Епизода 1.103" | Михаило Вукобратовић и Милан Коњевић                  | Љиљана Несторовић, Милан Коњевић, Милена Деполо, Гордана Гонцић и Владислава Војновић                                         | 13. март 2018.       |
| 104 | 104          | "Епизода 1.104" | Михаило Вукобратовић и Милан Коњевић                  | Љиљана Несторовић, Милан Коњевић, Милена Деполо, Гордана Гонцић и Владислава Војновић                                         | 14. март 2018.       |
| 105 | 105          | "Епизода 1.105" | Михаило Вукобратовић и Милан Коњевић                  | Љиљана Несторовић, Милан Коњевић, Милена Деполо, Гордана Гонцић и Владислава Војновић                                         | 15. март 2018.       |
| 106 | 106          | "Епизода 1.106" | Михаило Вукобратовић и Милан Коњевић                  | Љиљана Несторовић, Милан Коњевић, Милена Деполо, Гордана Гонцић и Владислава Војновић                                         | 16. март 2018.       |
| 107 | 107          | "Епизода 1.107" | Михаило Вукобратовић и Милан Коњевић                  | Љиљана Несторовић, Милан Коњевић, Милена Деполо, Гордана Гонцић и Владислава Војновић                                         | 19. март 2018.       |
| 108 | 108          | "Епизода 1.108" | Михаило Вукобратовић и Милан Коњевић                  | Љиљана Несторовић, Милан Коњевић, Милена Деполо, Гордана Гонцић и Владислава Војновић                                         | 20. март 2018.       |
| 109 | 109          | "Епизода 1.109" | Михаило Вукобратовић и Милан Коњевић                  | Љиљана Несторовић, Милан Коњевић, Милена Деполо, Гордана Гонцић и Владислава Војновић                                         | 21. март 2018.       |
| 110 | 110          | "Епизода 1.110" | Михаило Вукобратовић и Милан Коњевић                  | Љиљана Несторовић, Милан Коњевић, Милена Деполо, Гордана Гонцић Владислава Војновић и Сандра Силађев                          | 22. март 2018.       |
| 111 | 111          | "Епизода 1.111" | Михаило Вукобратовић и Милан Коњевић                  | Љиљана Несторовић, Милан Коњевић, Милена Деполо, Гордана Гонцић и Владислава Војновић                                         | 23. март 2018.       |
| 112 | 112          | "Епизода 1.112" | Михаило Вукобратовић и Милан Коњевић                  | Љиљана Несторовић, Милан Коњевић, Милена Деполо, Гордана Гонцић и Владислава Војновић                                         | 26. март 2018.       |
| 113 | 113          | "Епизода 1.113" | Михаило Вукобратовић и Милан Коњевић                  | Љиљана Несторовић, Милан Коњевић, Милена Деполо, Гордана Гонцић и Владислава Војновић                                         | 27. март 2018.       |
| 114 | 114          | "Епизода 1.114" | Михаило Вукобратовић и Милан Коњевић                  | Љиљана Несторовић, Милан Коњевић, Милена Деполо, Гордана Гонцић и Владислава Војновић                                         | 28. март 2018.       |
| 115 | 115          | "Епизода 1.115" | Михаило Вукобратовић и Милан Коњевић                  | Љиљана Несторовић, Милан Коњевић, Милена Деполо, Гордана Гонцић и Владислава Војновић                                         | 29. март 2018.       |
| 116 | 116          | "Епизода 1.116" | Михаило Вукобратовић и Милан Коњевић                  | Љиљана Несторовић, Милан Коњевић, Милена Деполо, Гордана Гонцић и Владислава Војновић                                         | 30. март 2018.       |
| 117 | 117          | "Епизода 1.117" | Михаило Вукобратовић и Милан Коњевић                  | Љиљана Несторовић, Милан Коњевић, Милена Деполо, Гордана Гонцић и Владислава Војновић                                         | 2. април 2018.       |
| 118 | 118          | "Епизода 1.118" | Михаило Вукобратовић и Милан Коњевић                  | Љиљана Несторовић, Милан Коњевић, Милена Деполо, Гордана Гонцић и Владислава Војновић                                         | 3. април 2018.       |
| 119 | 119          | "Епизода 1.119" | Михаило Вукобратовић и Милан Коњевић                  | Љиљана Несторовић, Милан Коњевић, Милена Деполо, Гордана Гонцић и Владислава Војновић                                         | 4. април 2018.       |
| 120 | 120          | "Епизода 1.120" | Михаило Вукобратовић и Милан Коњевић                  | Љиљана Несторовић, Милан Коњевић, Милена Деполо, Гордана Гонцић и Владислава Војновић                                         | 5. април 2018.       |
| 121 | 121          | "Епизода 1.121" | Михаило Вукобратовић и Милан Коњевић                  | Љиљана Несторовић, Милан Коњевић, Милена Деполо, Гордана Гонцић и Владислава Војновић                                         | 6. април 2018.       |
| 122 | 122          | "Епизода 1.122" | Михаило Вукобратовић и Милан Коњевић                  | Љиљана Несторовић, Милан Коњевић, Милена Деполо, Гордана Гонцић Владислава Војновић и Сандра Силађев                          | 9. април 2018.       |
| 123 | 123          | "Епизода 1.123" | Михаило Вукобратовић и Милан Коњевић                  | Љиљана Несторовић, Милан Коњевић, Милена Деполо, Гордана Гонцић и Владислава Војновић                                         | 10. април 2018.      |
| 124 | 124          | "Епизода 1.124" | Михаило Вукобратовић и Милан Коњевић                  | Љиљана Несторовић, Милан Коњевић, Милена Деполо, Гордана Гонцић и Владислава Војновић                                         | 11. април 2018.      |
| 125 | 125          | "Епизода 1.125" | Михаило Вукобратовић и Милан Коњевић                  | Љиљана Несторовић, Милан Коњевић, Милена Деполо, Гордана Гонцић и Владислава Војновић                                         | 12. април 2018.      |
| 126 | 126          | "Епизода 1.126" | Михаило Вукобратовић и Милан Коњевић                  | Љиљана Несторовић, Милан Коњевић, Милена Деполо, Гордана Гонцић и Владислава Војновић                                         | 13. април 2018.      |
| 127 | 127          | "Епизода 1.127" | Михаило Вукобратовић и Милан Коњевић                  | Љиљана Несторовић, Милан Коњевић, Милена Деполо, Гордана Гонцић и Владислава Војновић                                         | 16. април 2018.      |
| 128 | 128          | "Епизода 1.128" | Михаило Вукобратовић и Милан Коњевић                  | Љиљана Несторовић, Милан Коњевић, Милена Деполо, Гордана Гонцић Владислава Војновић и Сандра Силађев                          | 17. април 2018.      |
| 129 | 129          | "Епизода 1.129" | Михаило Вукобратовић и Милан Коњевић                  | Љиљана Несторовић, Милан Коњевић, Милена Деполо, Гордана Гонцић и Владислава Војновић                                         | 18. април 2018.      |
| 130 | 130          | "Епизода 1.130" | Михаило Вукобратовић и Милан Коњевић                  | Љиљана Несторовић, Милан Коњевић, Милена Деполо, Гордана Гонцић и Владислава Војновић                                         | 19. април 2018.      |
| 131 | 131          | "Епизода 1.131" | Михаило Вукобратовић и Милан Коњевић                  | Љиљана Несторовић, Милан Коњевић, Милена Деполо, Гордана Гонцић и Владислава Војновић                                         | 20. април 2018.      |
| 132 | 132          | "Епизода 1.132" | Михаило Вукобратовић, Милан Коњевић и Иван Стефановић | Љиљана Несторовић, Милан Коњевић, Милена Деполо, Гордана Гонцић и Владислава Војновић                                         | 23. април 2018.      |
| 133 | 133          | "Епизода 1.133" | Михаило Вукобратовић, Милан Коњевић и Иван Стефановић | Љиљана Несторовић, Милан Коњевић, Милена Деполо, Гордана Гонцић Владислава Војновић и Сандра Силађев                          | 24. април 2018.      |
| 134 | 134          | "Епизода 1.134" | Михаило Вукобратовић, Милан Коњевић и Иван Стефановић | Љиљана Несторовић, Милан Коњевић, Милена Деполо, Гордана Гонцић и Владислава Војновић                                         | 25. април 2018.      |
| 135 | 135          | "Епизода 1.135" | Михаило Вукобратовић, Милан Коњевић и Иван Стефановић | Љиљана Несторовић, Милан Коњевић, Милена Деполо, Гордана Гонцић и Владислава Војновић                                         | 26. април 2018.      |
| 136 | 136          | "Епизода 1.136" | Михаило Вукобратовић, Милан Коњевић и Иван Стефановић | Љиљана Несторовић, Милан Коњевић, Милена Деполо, Гордана Гонцић и Владислава Војновић                                         | 27. април 2018.      |
| 137 | 137          | "Епизода 1.137" | Михаило Вукобратовић, Милан Коњевић и Иван Стефановић | Љиљана Несторовић, Милан Коњевић, Милена Деполо, Гордана Гонцић и Владислава Војновић                                         | 30. април 2018.      |
| 138 | 138          | "Епизода 1.138" | Михаило Вукобратовић, Милан Коњевић и Иван Стефановић | Љиљана Несторовић, Милан Коњевић, Милена Деполо, Гордана Гонцић и Владислава Војновић                                         | 1. мај 2018.         |
| 139 | 139          | "Епизода 1.139" | Михаило Вукобратовић, Милан Коњевић и Иван Стефановић | Љиљана Несторовић, Милан Коњевић, Милена Деполо, Гордана Гонцић и Владислава Војновић                                         | 2. мај 2018.         |
| 140 | 140          | "Епизода 1.140" | Михаило Вукобратовић, Милан Коњевић и Иван Стефановић | Љиљана Несторовић, Милан Коњевић, Милена Деполо, Гордана Гонцић и Владислава Војновић                                         | 3. мај 2018.         |
| 141 | 141          | "Епизода 1.141" | Михаило Вукобратовић, Милан Коњевић и Иван Стефановић | Љиљана Несторовић, Милан Коњевић, Милена Деполо, Гордана Гонцић Владислава Војновић и Сандра Силађев                          | 4. мај 2018.         |
| 142 | 142          | "Епизода 1.142" | Михаило Вукобратовић, Милан Коњевић и Иван Стефановић | Љиљана Несторовић, Милан Коњевић, Милена Деполо, Гордана Гонцић и Владислава Војновић                                         | 7. мај 2018.         |
| 143 | 143          | "Епизода 1.143" | Михаило Вукобратовић, Милан Коњевић и Иван Стефановић | Љиљана Несторовић, Милан Коњевић, Милена Деполо, Гордана Гонцић и Владислава Војновић                                         | 8. мај 2018.         |
| 144 | 144          | "Епизода 1.144" | Михаило Вукобратовић, Милан Коњевић и Иван Стефановић | Љиљана Несторовић, Милан Коњевић, Милена Деполо, Гордана Гонцић и Владислава Војновић                                         | 9. мај 2018.         |
| 145 | 145          | "Епизода 1.145" | Михаило Вукобратовић, Милан Коњевић и Иван Стефановић | Љиљана Несторовић, Милан Коњевић, Милена Деполо, Гордана Гонцић и Владислава Војновић                                         | 10. мај 2018.        |
| 146 | 146          | "Епизода 1.146" | Михаило Вукобратовић, Милан Коњевић и Иван Стефановић | Љиљана Несторовић, Милан Коњевић, Милена Деполо, Гордана Гонцић и Владислава Војновић                                         | 11. мај 2018.        |
| 147 | 147          | "Епизода 1.147" | Михаило Вукобратовић, Милан Коњевић и Иван Стефановић | Љиљана Несторовић, Даница Николић Николић, Милан Коњевић, Милена Деполо, Гордана Гонцић, Владислава Војновић и Сандра Силађев | 14. мај 2018.        |
| 148 | 148          | "Епизода 1.148" | Михаило Вукобратовић, Милан Коњевић и Иван Стефановић | Љиљана Несторовић, Милан Коњевић, Милена Деполо, Гордана Гонцић и Владислава Војновић                                         | 11. мај 2018.        |
| 149 | 149          | "Епизода 1.149" | Михаило Вукобратовић, Милан Коњевић и Иван Стефановић | Љиљана Несторовић, Даница Николић Николић, Милан Коњевић, Милена Деполо, Гордана Гонцић и Владислава Војновић                 | 16. мај 2018.        |
| 150 | 150          | "Епизода 1.150" | Михаило Вукобратовић, Милан Коњевић и Иван Стефановић | Љиљана Несторовић, Даница Николић Николић, Милан Коњевић, Милена Деполо, Гордана Гонцић и Владислава Војновић                 | 17. мај 2018.        |
| 151 | 151          | "Епизода 1.151" | Михаило Вукобратовић, Милан Коњевић и Иван Стефановић | Љиљана Несторовић, Даница Николић Николић, Милан Коњевић, Милена Деполо, Гордана Гонцић и Владислава Војновић                 | 18. мај 2018.        |
| 152 | 152          | "Епизода 1.152" | Михаило Вукобратовић, Милан Коњевић и Иван Стефановић | Љиљана Несторовић, Даница Николић Николић, Милан Коњевић, Милена Деполо, Гордана Гонцић и Владислава Војновић                 | 21. мај 2018.        |
| 153 | 153          | "Епизода 1.153" | Михаило Вукобратовић, Милан Коњевић и Иван Стефановић | Љиљана Несторовић, Даница Николић Николић, Милан Коњевић, Милена Деполо, Гордана Гонцић и Владислава Војновић                 | 22. мај 2018.        |
| 154 | 154          | "Епизода 1.154" | Михаило Вукобратовић, Милан Коњевић и Иван Стефановић | Љиљана Несторовић, Даница Николић Николић, Милан Коњевић, Милена Деполо, Гордана Гонцић и Владислава Војновић                 | 23. мај 2018.        |
| 155 | 155          | "Епизода 1.155" | Михаило Вукобратовић, Милан Коњевић и Иван Стефановић | Љиљана Несторовић, Даница Николић Николић, Милан Коњевић, Милена Деполо, Гордана Гонцић и Владислава Војновић                 | 24. мај 2018.        |
| 156 | 156          | "Епизода 1.156" | Михаило Вукобратовић, Милан Коњевић и Иван Стефановић | Љиљана Несторовић, Даница Николић Николић, Милан Коњевић, Милена Деполо, Гордана Гонцић и Владислава Војновић                 | 25. мај 2018.        |
| 157 | 157          | "Епизода 1.157" | Михаило Вукобратовић, Милан Коњевић и Иван Стефановић | Љиљана Несторовић, Даница Николић Николић, Милан Коњевић, Милена Деполо, Гордана Гонцић и Владислава Војновић                 | 28. мај 2018.        |
| 158 | 158          | "Епизода 1.158" | Михаило Вукобратовић, Милан Коњевић и Иван Стефановић | Љиљана Несторовић, Даница Николић Николић, Милан Коњевић, Милена Деполо, Гордана Гонцић и Владислава Војновић                 | 29. мај 2018.        |
| 159 | 159          | "Епизода 1.159" | Михаило Вукобратовић, Милан Коњевић и Иван Стефановић | Љиљана Несторовић, Даница Николић Николић, Милан Коњевић, Милена Деполо, Гордана Гонцић и Владислава Војновић                 | 30. мај 2018.        |
| 160 | 160          | "Епизода 1.160" | Михаило Вукобратовић, Милан Коњевић и Иван Стефановић | Љиљана Несторовић, Даница Николић Николић, Милан Коњевић, Милена Деполо, Гордана Гонцић и Владислава Војновић                 | 31. мај 2018.        |
| 161 | 161          | "Епизода 1.161" | Михаило Вукобратовић, Милан Коњевић и Иван Стефановић | Љиљана Несторовић, Даница Николић Николић, Милан Коњевић, Милена Деполо, Гордана Гонцић и Владислава Војновић                 | 1. јун 2018.         |
| 162 | 162          | "Епизода 1.162" | Михаило Вукобратовић, Милан Коњевић и Иван Стефановић | Љиљана Несторовић, Даница Николић Николић, Милан Коњевић, Милена Деполо, Гордана Гонцић и Владислава Војновић                 | 4. јун 2018.         |
| 163 | 163          | "Епизода 1.163" | Михаило Вукобратовић, Милан Коњевић и Иван Стефановић | Љиљана Несторовић, Даница Николић Николић, Милан Коњевић, Милена Деполо, Гордана Гонцић и Владислава Војновић                 | 5. јун 2018.         |
| 164 | 164          | "Епизода 1.164" | Михаило Вукобратовић, Милан Коњевић и Иван Стефановић | Љиљана Несторовић, Даница Николић Николић, Милан Коњевић, Милена Деполо, Гордана Гонцић и Владислава Војновић                 | 6. јун 2018.         |
| 165 | 165          | "Епизода 1.165" | Михаило Вукобратовић, Милан Коњевић и Иван Стефановић | Љиљана Несторовић, Даница Николић Николић, Милан Коњевић, Милена Деполо, Гордана Гонцић и Владислава Војновић                 | 7. јун 2018.         |
| 166 | 166          | "Епизода 1.166" | Михаило Вукобратовић, Милан Коњевић и Иван Стефановић | Љиљана Несторовић, Даница Николић Николић, Милан Коњевић, Милена Деполо, Гордана Гонцић и Владислава Војновић                 | 8. јун 2018.         |
| 167 | 167          | "Епизода 1.167" | Михаило Вукобратовић, Милан Коњевић и Иван Стефановић | Љиљана Несторовић, Даница Николић Николић, Милан Коњевић, Милена Деполо, Гордана Гонцић и Владислава Војновић                 | 11. јун 2018.        |
| 168 | 168          | "Епизода 1.168" | Михаило Вукобратовић, Милан Коњевић и Иван Стефановић | Љиљана Несторовић, Даница Николић Николић, Милан Коњевић, Милена Деполо, Гордана Гонцић и Владислава Војновић                 | 12. јун 2018.        |
| 169 | 169          | "Епизода 1.169" | Михаило Вукобратовић, Милан Коњевић и Иван Стефановић | Љиљана Несторовић, Даница Николић Николић, Милан Коњевић, Милена Деполо, Гордана Гонцић и Владислава Војновић                 | 13. јун 2018.        |
| 170 | 170          | "Епизода 1.170" | Михаило Вукобратовић, Милан Коњевић и Иван Стефановић | Љиљана Несторовић, Даница Николић Николић, Милан Коњевић, Милена Деполо, Гордана Гонцић и Владислава Војновић                 | 14. јун 2018.        |
| 171 | 171          | "Епизода 1.171" | Михаило Вукобратовић, Милан Коњевић и Иван Стефановић | Љиљана Несторовић, Даница Николић Николић, Милан Коњевић, Милена Деполо, Гордана Гонцић и Владислава Војновић                 | 15. јун 2018.        |

### 2. сезона (2018)
Од ове сезоне, Борку Томовић је у улози Вање заменила Софија Јуричан, а постави су се, поред Софије, придружили Бранко Јеринић, Ивана Дудић, Александар Срећковић Кубура, Кристина Јовановић, Јелисавета Кораксић и Миљан Прљета. Бојан Кривокапић, Сандра Силађев и Милан Зарић нису више у (главној) постави. У 24. епизоди, Марко Гверо се придружио главној постави.
| Бр. у серији | Бр. у сезони | Назив          | Редитељ                                               | Сценариста                                                                | Премијерно емитовање |
| ------------ | ------------ | -------------- | ----------------------------------------------------- | ------------------------------------------------------------------------- | -------------------- |
| 172          | 1            | „Епизода 2.1”  | Михаило Вукобратовић, Милан Коњевић и Иван Стефановић | Љиљана Несторовић и Милан Коњевић                                         | 17. септембар 2018.  |
| 173          | 2            | „Епизода 2.2”  | Михаило Вукобратовић, Милан Коњевић и Иван Стефановић | Љиљана Несторовић и Милан Коњевић                                         | 18. септембар 2018.  |
| 174          | 3            | „Епизода 2.3”  | Михаило Вукобратовић, Милан Коњевић и Иван Стефановић | Љиљана Несторовић и Милан Коњевић                                         | 19. септембар 2018.  |
| 175          | 4            | „Епизода 2.4”  | Михаило Вукобратовић, Милан Коњевић и Иван Стефановић | Љиљана Несторовић и Милан Коњевић                                         | 20. септембар 2018.  |
| 176          | 5            | „Епизода 2.5”  | Михаило Вукобратовић, Милан Коњевић и Иван Стефановић | Љиљана Несторовић и Милан Коњевић                                         | 21. септембар 2018.  |
| 177          | 6            | „Епизода 2.6”  | Михаило Вукобратовић, Милан Коњевић и Иван Стефановић | Љиљана Несторовић и Милан Коњевић                                         | 24. септембар 2018.  |
| 178          | 7            | „Епизода 2.7”  | Михаило Вукобратовић, Милан Коњевић и Иван Стефановић | Љиљана Несторовић и Милан Коњевић                                         | 25. септембар 2018.  |
| 179          | 8            | „Епизода 2.8”  | Михаило Вукобратовић, Милан Коњевић и Иван Стефановић | Љиљана Несторовић и Милан Коњевић                                         | 26. септембар 2018.  |
| 180          | 9            | „Епизода 2.9”  | Михаило Вукобратовић, Милан Коњевић и Иван Стефановић | Љиљана Несторовић и Милан Коњевић                                         | 27. септембар 2018.  |
| 181          | 10           | „Епизода 2.10” | Михаило Вукобратовић, Милан Коњевић и Иван Стефановић | Љиљана Несторовић и Милан Коњевић                                         | 28. септембар 2018.  |
| 182          | 11           | „Епизода 2.11” | Михаило Вукобратовић, Милан Коњевић и Иван Стефановић | Љиљана Несторовић и Милан Коњевић                                         | 1. октобар 2018.     |
| 183          | 12           | „Епизода 2.12” | Михаило Вукобратовић, Милан Коњевић и Иван Стефановић | Љиљана Несторовић и Милан Коњевић                                         | 2. октобар 2018.     |
| 184          | 13           | „Епизода 2.13” | Михаило Вукобратовић, Милан Коњевић и Иван Стефановић | Љиљана Несторовић и Милан Коњевић                                         | 3. октобар 2018.     |
| 185          | 14           | „Епизода 2.14” | Михаило Вукобратовић, Милан Коњевић и Иван Стефановић | Љиљана Несторовић и Милан Коњевић                                         | 4. октобар 2018.     |
| 186          | 15           | „Епизода 2.15” | Михаило Вукобратовић, Милан Коњевић и Иван Стефановић | Љиљана Несторовић и Милан Коњевић                                         | 5. октобар 2018.     |
| 187          | 16           | „Епизода 2.16” | Михаило Вукобратовић, Милан Коњевић и Иван Стефановић | Љиљана Несторовић                                                         | 8. октобар 2018.     |
| 188          | 17           | „Епизода 2.17” | Михаило Вукобратовић, Милан Коњевић и Иван Стефановић | Љиљана Несторовић                                                         | 9. октобар 2018.     |
| 189          | 18           | „Епизода 2.18” | Михаило Вукобратовић, Милан Коњевић и Иван Стефановић | Љиљана Несторовић                                                         | 10. октобар 2018.    |
| 190          | 19           | „Епизода 2.19” | Михаило Вукобратовић, Милан Коњевић и Иван Стефановић | Љиљана Несторовић и Милан Коњевић                                         | 11. октобар 2018.    |
| 191          | 20           | „Епизода 2.20” | Михаило Вукобратовић, Милан Коњевић и Иван Стефановић | Љиљана Несторовић                                                         | 12. октобар 2018.    |
| 192          | 21           | „Епизода 2.21” | Михаило Вукобратовић, Милан Коњевић и Иван Стефановић | Љиљана Несторовић                                                         | 15. октобар 2018.    |
| 193          | 22           | „Епизода 2.22” | Михаило Вукобратовић, Милан Коњевић и Иван Стефановић | Љиљана Несторовић                                                         | 16. октобар 2018.    |
| 194          | 23           | „Епизода 2.23” | Михаило Вукобратовић, Милан Коњевић и Иван Стефановић | Љиљана Несторовић                                                         | 17. октобар 2018.    |
| 195          | 24           | „Епизода 2.24” | Михаило Вукобратовић, Милан Коњевић и Иван Стефановић | Љиљана Несторовић и Даница Николић Николић                                | 18. октобар 2018.    |
| 196          | 25           | „Епизода 2.25” | Михаило Вукобратовић, Милан Коњевић и Иван Стефановић | Љиљана Несторовић и Даница Николић Николић                                | 19. октобар 2018.    |
| 197          | 26           | „Епизода 2.26” | Михаило Вукобратовић, Милан Коњевић и Иван Стефановић | Љиљана Несторовић и Даница Николић Николић                                | 22. октобар 2018.    |
| 198          | 27           | „Епизода 2.27” | Михаило Вукобратовић, Милан Коњевић и Иван Стефановић | Љиљана Несторовић и Даница Николић Николић                                | 23. октобар 2018.    |
| 199          | 28           | „Епизода 2.28” | Михаило Вукобратовић, Милан Коњевић и Иван Стефановић | Љиљана Несторовић и Даница Николић Николић                                | 24. октобар 2018.    |
| 200          | 29           | „Епизода 2.29” | Михаило Вукобратовић, Милан Коњевић и Иван Стефановић | Љиљана Несторовић и Даница Николић Николић                                | 25. октобар 2018.    |
| 201          | 30           | „Епизода 2.30” | Михаило Вукобратовић, Милан Коњевић и Иван Стефановић | Љиљана Несторовић и Даница Николић Николић                                | 26. октобар 2018.    |
| 202          | 31           | „Епизода 2.31” | Михаило Вукобратовић, Милан Коњевић и Иван Стефановић | Љиљана Несторовић и Даница Николић Николић                                | 29. октобар 2018.    |
| 203          | 32           | „Епизода 2.32” | Михаило Вукобратовић, Милан Коњевић и Иван Стефановић | Љиљана Несторовић и Даница Николић Николић                                | 30. октобар 2018.    |
| 204          | 33           | „Епизода 2.33” | Михаило Вукобратовић, Милан Коњевић и Иван Стефановић | Љиљана Несторовић и Даница Николић Николић                                | 31. октобар 2018.    |
| 205          | 34           | „Епизода 2.34” | Михаило Вукобратовић, Милан Коњевић и Иван Стефановић | Љиљана Несторовић, Даница Николић Николић и Милена Деполо                 | 1. новембар 2018.    |
| 206          | 35           | „Епизода 2.35” | Михаило Вукобратовић, Милан Коњевић и Иван Стефановић | Љиљана Несторовић, Даница Николић Николић и Милена Деполо                 | 2. новембар 2018.    |
| 207          | 36           | „Епизода 2.36” | Михаило Вукобратовић, Милан Коњевић и Иван Стефановић | Љиљана Несторовић, Даница Николић Николић и Милена Деполо                 | 5. новембар 2018.    |
| 208          | 37           | „Епизода 2.37” | Михаило Вукобратовић, Милан Коњевић и Иван Стефановић | Љиљана Несторовић, Даница Николић Николић и Милена Деполо                 | 6. новембар 2018.    |
| 209          | 38           | „Епизода 2.38” | Михаило Вукобратовић, Милан Коњевић и Иван Стефановић | Љиљана Несторовић, Даница Николић Николић и Милена Деполо                 | 7. новембар 2018.    |
| 210          | 39           | „Епизода 2.39” | Михаило Вукобратовић, Милан Коњевић и Иван Стефановић | Љиљана Несторовић, Даница Николић Николић и Милена Деполо                 | 8. новембар 2018.    |
| 211          | 40           | „Епизода 2.40” | Михаило Вукобратовић, Милан Коњевић и Иван Стефановић | Љиљана Несторовић, Даница Николић Николић и Милена Деполо                 | 9. новембар 2018.    |
| 212          | 41           | „Епизода 2.41” | Михаило Вукобратовић, Милан Коњевић и Иван Стефановић | Љиљана Несторовић, Даница Николић Николић и Милена Деполо                 | 12. новембар 2018.   |
| 213          | 42           | „Епизода 2.42” | Михаило Вукобратовић, Милан Коњевић и Иван Стефановић | Љиљана Несторовић, Даница Николић Николић и Милена Деполо                 | 13. новембар 2018.   |
| 214          | 43           | „Епизода 2.43” | Михаило Вукобратовић, Милан Коњевић и Иван Стефановић | Љиљана Несторовић, Даница Николић Николић и Милена Деполо                 | 14. новембар 2018.   |
| 215          | 44           | „Епизода 2.44” | Михаило Вукобратовић, Милан Коњевић и Иван Стефановић | Љиљана Несторовић, Даница Николић Николић и Иван Велисављевић             | 15. новембар 2018.   |
| 216          | 45           | „Епизода 2.45” | Михаило Вукобратовић, Милан Коњевић и Иван Стефановић | Љиљана Несторовић, Даница Николић Николић и Иван Велисављевић             | 16. новембар 2018.   |
| 217          | 46           | „Епизода 2.46” | Михаило Вукобратовић, Милан Коњевић и Иван Стефановић | Љиљана Несторовић, Даница Николић Николић и Иван Велисављевић             | 19. новембар 2018.   |
| 218          | 47           | „Епизода 2.47” | Михаило Вукобратовић, Милан Коњевић и Иван Стефановић | Љиљана Несторовић, Даница Николић Николић и Иван Велисављевић             | 20. новембар 2018.   |
| 219          | 48           | „Епизода 2.48” | Михаило Вукобратовић, Милан Коњевић и Иван Стефановић | Љиљана Несторовић, Даница Николић Николић и Иван Велисављевић             | 21. новембар 2018.   |
| 220          | 49           | „Епизода 2.49” | Михаило Вукобратовић, Милан Коњевић и Иван Стефановић | Љиљана Несторовић, Даница Николић Николић и Иван Велисављевић             | 22. новембар 2018.   |
| 221          | 50           | „Епизода 2.50” | Михаило Вукобратовић, Милан Коњевић и Иван Стефановић | Љиљана Несторовић, Даница Николић Николић и Иван Велисављевић             | 23. новембар 2018.   |
| 222          | 51           | „Епизода 2.51” | Михаило Вукобратовић, Милан Коњевић и Иван Стефановић | Љиљана Несторовић, Даница Николић Николић и Иван Велисављевић             | 26. новембар 2018.   |
| 223          | 52           | „Епизода 2.52” | Михаило Вукобратовић, Милан Коњевић и Иван Стефановић | Љиљана Несторовић, Даница Николић Николић и Иван Велисављевић             | 27. новембар 2018.   |
| 224          | 53           | „Епизода 2.53” | Михаило Вукобратовић, Милан Коњевић и Иван Стефановић | Љиљана Несторовић, Даница Николић Николић и Иван Велисављевић             | 28. новембар 2018.   |
| 225          | 54           | „Епизода 2.54” | Михаило Вукобратовић, Милан Коњевић и Иван Стефановић | Љиљана Несторовић, Даница Николић Николић и Иван Велисављевић             | 29. новембар 2018.   |
| 226          | 55           | „Епизода 2.55” | Михаило Вукобратовић, Милан Коњевић и Иван Стефановић | Љиљана Несторовић, Даница Николић Николић и Иван Велисављевић             | 30. новембар 2018.   |
| 227          | 56           | „Епизода 2.56” | Михаило Вукобратовић, Милан Коњевић и Иван Стефановић | Љиљана Несторовић, Даница Николић Николић и Милан Коњевић                 | 3. децембар 2018.    |
| 228          | 57           | „Епизода 2.57” | Михаило Вукобратовић, Милан Коњевић и Иван Стефановић | Љиљана Несторовић, Даница Николић Николић и Милан Коњевић                 | 4. децембар 2018.    |
| 229          | 58           | „Епизода 2.58” | Михаило Вукобратовић, Милан Коњевић и Иван Стефановић | Љиљана Несторовић, Даница Николић Николић и Милан Коњевић                 | 5. децембар 2018.    |
| 230          | 59           | „Епизода 2.59” | Михаило Вукобратовић, Милан Коњевић и Иван Стефановић | Љиљана Несторовић, Даница Николић Николић и Милан Коњевић                 | 6. децембар 2018.    |
| 231          | 60           | „Епизода 2.60” | Михаило Вукобратовић, Милан Коњевић и Иван Стефановић | Љиљана Несторовић, Даница Николић Николић и Милан Коњевић                 | 7. децембар 2018.    |
| 232          | 61           | „Епизода 2.61” | Михаило Вукобратовић, Милан Коњевић и Иван Стефановић | Љиљана Несторовић, Даница Николић Николић и Милан Коњевић                 | 10. децембар 2018.   |
| 233          | 62           | „Епизода 2.62” | Михаило Вукобратовић, Милан Коњевић и Иван Стефановић | Љиљана Несторовић, Даница Николић Николић, Иван Велисављевић и Маја Ценић | 11. децембар 2018.   |
| 234          | 63           | „Епизода 2.63” | Михаило Вукобратовић, Милан Коњевић и Иван Стефановић | Љиљана Несторовић, Даница Николић Николић, Иван Велисављевић и Маја Ценић | 12. децембар 2018.   |
| 235          | 64           | „Епизода 2.64” | Михаило Вукобратовић, Милан Коњевић и Иван Стефановић | Љиљана Несторовић, Даница Николић Николић, Иван Велисављевић и Маја Ценић | 13. децембар 2018.   |
| 236          | 65           | „Епизода 2.65” | Михаило Вукобратовић, Милан Коњевић и Иван Стефановић | Љиљана Несторовић, Даница Николић Николић, Иван Велисављевић и Маја Ценић | 14. децембар 2018.   |
| 237          | 66           | „Епизода 2.66” | Михаило Вукобратовић, Милан Коњевић и Иван Стефановић | Љиљана Несторовић, Даница Николић Николић и Маја Ценић                    | 17. децембар 2018.   |
| 238          | 67           | „Епизода 2.67” | Михаило Вукобратовић, Милан Коњевић и Иван Стефановић | Љиљана Несторовић, Даница Николић Николић и Маја Ценић                    | 18. децембар 2018.   |
| 239          | 68           | „Епизода 2.68” | Михаило Вукобратовић, Милан Коњевић и Иван Стефановић | Љиљана Несторовић, Даница Николић Николић и Маја Ценић                    | 19. децембар 2018.   |
| 240          | 69           | „Епизода 2.69” | Михаило Вукобратовић, Милан Коњевић и Иван Стефановић | Љиљана Несторовић, Даница Николић Николић и Маја Ценић                    | 20. децембар 2018.   |
| 241          | 70           | „Епизода 2.70” | Михаило Вукобратовић, Милан Коњевић и Иван Стефановић | Љиљана Несторовић, Даница Николић Николић и Маја Ценић                    | 21. децембар 2018.   |
| 242          | 71           | „Епизода 2.71” | Михаило Вукобратовић, Милан Коњевић и Иван Стефановић | Љиљана Несторовић, Даница Николић Николић, Маја Ценић и Владимир Каран    | 24. децембар 2018.   |
| 243          | 72           | „Епизода 2.72” | Михаило Вукобратовић, Милан Коњевић и Иван Стефановић | Љиљана Несторовић, Даница Николић Николић, Маја Ценић и Владимир Каран    | 25. децембар 2018.   |
| 244          | 73           | „Епизода 2.73” | Михаило Вукобратовић, Милан Коњевић и Иван Стефановић | Љиљана Несторовић, Даница Николић Николић, Маја Ценић и Алекса Ршумовић   | 26. децембар 2018.   |
| 245          | 74           | „Епизода 2.74” | Михаило Вукобратовић, Милан Коњевић и Иван Стефановић | Љиљана Несторовић, Даница Николић Николић, Маја Ценић и Алекса Ршумовић   | 27. децембар 2018.   |
| 246          | 75           | „Епизода 2.75” | Михаило Вукобратовић, Милан Коњевић и Иван Стефановић | Љиљана Несторовић, Даница Николић Николић, Маја Ценић и Владимир Каран    | 28. децембар 2018.   |
| 247          | 76           | „Епизода 2.76” | Михаило Вукобратовић, Милан Коњевић и Иван Стефановић | Љиљана Несторовић, Даница Николић Николић, Маја Ценић и Владимир Каран    | 31. децембар 2018.   |

### 3. сезона (2023)
Никола Ранђеловић, Срна Ланго, Ненад Ћирић и Милан Калинић су унапређени у главну поставу, а Јелена Ђукић се придружила истој. Бранко Јеринић, Кристина Јовановић, Јелисавета Кораксић и Марина Ћосић више нису у (главној) постави.
| Бр. у серији | Бр. у сезони | Назив          | Редитељ                                               | Сценариста                                                                 | Премијерно емитовање |
| ------------ | ------------ | -------------- | ----------------------------------------------------- | -------------------------------------------------------------------------- | -------------------- |
| 248          | 1            | „Епизода 3.1”  | Михаило Вукобратовић, Милан Коњевић и Иван Стефановић | Љиљана Несторовић, Даница Николић Николић, Маја Ценић и Владимир Каран     | 25. фебруар 2019.    |
| 249          | 2            | „Епизода 3.2”  | Михаило Вукобратовић, Милан Коњевић и Иван Стефановић | Љиљана Несторовић, Даница Николић Николић, Маја Ценић и Владимир Каран     | 26. фебруар 2019.    |
| 250          | 3            | „Епизода 3.3”  | Михаило Вукобратовић, Милан Коњевић и Иван Стефановић | Љиљана Несторовић, Даница Николић Николић, Маја Ценић и Алекса Ршумовић    | 27. фебруар 2019.    |
| 251          | 4            | „Епизода 3.4”  | Михаило Вукобратовић, Милан Коњевић и Иван Стефановић | Љиљана Несторовић, Даница Николић Николић, Маја Ценић и Алекса Ршумовић    | 28. фебруар 2019.    |
| 252          | 5            | „Епизода 3.5”  | Михаило Вукобратовић, Милан Коњевић и Иван Стефановић | Љиљана Несторовић, Даница Николић Николић, Маја Ценић и Владимир Каран     | 1. март 2019.        |
| 253          | 6            | „Епизода 3.6”  | Михаило Вукобратовић, Милан Коњевић и Иван Стефановић | Љиљана Несторовић, Даница Николић Николић, Маја Ценић и Владимир Каран     | 4. март 2019.        |
| 254          | 7            | „Епизода 3.7”  | Михаило Вукобратовић, Милан Коњевић и Иван Стефановић | Љиљана Несторовић, Даница Николић Николић, Маја Ценић и Алекса Ршумовић    | 5. март 2019.        |
| 255          | 8            | „Епизода 3.8”  | Михаило Вукобратовић, Милан Коњевић и Иван Стефановић | Љиљана Несторовић, Даница Николић Николић, Маја Ценић и Владимир Каран     | 6. март 2019.        |
| 256          | 9            | „Епизода 3.9”  | Михаило Вукобратовић, Милан Коњевић и Иван Стефановић | Љиљана Несторовић, Даница Николић Николић, Маја Ценић и Владимир Каран     | 7. март 2019.        |
| 257          | 10           | „Епизода 3.10” | Михаило Вукобратовић, Милан Коњевић и Иван Стефановић | Љиљана Несторовић, Даница Николић Николић и Маја Ценић                     | 8. март 2019.        |
| 258          | 11           | „Епизода 3.11” | Михаило Вукобратовић, Милан Коњевић и Иван Стефановић | Љиљана Несторовић, Даница Николић Николић, Маја Ценић и Војислав Тодоровић | 11. март 2019.       |
| 259          | 12           | „Епизода 3.12” | Михаило Вукобратовић, Милан Коњевић и Иван Стефановић | Љиљана Несторовић, Даница Николић Николић, Маја Ценић и Војислав Тодоровић | 12. март 2019.       |
| 260          | 13           | „Епизода 3.13” | Михаило Вукобратовић, Милан Коњевић и Иван Стефановић | Љиљана Несторовић, Даница Николић Николић, Маја Ценић и Војислав Тодоровић | 13. март 2019.       |
| 261          | 14           | „Епизода 3.14” | Михаило Вукобратовић, Милан Коњевић и Иван Стефановић | Љиљана Несторовић, Даница Николић Николић, Маја Ценић и Војислав Тодоровић | 14. март 2019.       |
| 262          | 15           | „Епизода 3.15” | Михаило Вукобратовић, Милан Коњевић и Иван Стефановић | Љиљана Несторовић, Даница Николић Николић, Маја Ценић и Војислав Тодоровић | 15. март 2019.       |
| 263          | 16           | „Епизода 3.16” | Михаило Вукобратовић, Милан Коњевић и Иван Стефановић | Љиљана Несторовић, Даница Николић Николић, Маја Ценић и Војислав Тодоровић | 18. март 2019.       |
| 264          | 17           | „Епизода 3.17” | Михаило Вукобратовић, Милан Коњевић и Иван Стефановић | Љиљана Несторовић, Даница Николић Николић, Маја Ценић и Војислав Тодоровић | 19. март 2019.       |
| 265          | 18           | „Епизода 3.18” | Михаило Вукобратовић, Милан Коњевић и Иван Стефановић | Љиљана Несторовић, Даница Николић Николић, Маја Ценић и Војислав Тодоровић | 20. март 2019.       |
| 266          | 19           | „Епизода 3.19” | Михаило Вукобратовић, Милан Коњевић и Иван Стефановић | Љиљана Несторовић, Даница Николић Николић, Маја Ценић и Војислав Тодоровић | 21. март 2019.       |
| 267          | 20           | „Епизода 3.20” | Михаило Вукобратовић, Милан Коњевић и Иван Стефановић | Љиљана Несторовић, Даница Николић Николић, Маја Ценић и Војислав Тодоровић | 22. март 2019.       |
| 268          | 21           | „Епизода 3.21” | Михаило Вукобратовић, Милан Коњевић и Иван Стефановић | Љиљана Несторовић, Даница Николић Николић, Маја Ценић и Војислав Тодоровић | 25. март 2019.       |
| 269          | 22           | „Епизода 3.22” | Михаило Вукобратовић, Милан Коњевић и Иван Стефановић | Љиљана Несторовић, Даница Николић Николић, Маја Ценић и Војислав Тодоровић | 26. март 2019.       |
| 270          | 23           | „Епизода 3.23” | Михаило Вукобратовић, Милан Коњевић и Иван Стефановић | Љиљана Несторовић, Даница Николић Николић, Маја Ценић и Војислав Тодоровић | 27. март 2019.       |
| 271          | 24           | „Епизода 3.24” | Михаило Вукобратовић, Милан Коњевић и Иван Стефановић | Љиљана Несторовић, Даница Николић Николић, Маја Ценић и Војислав Тодоровић | 28. март 2019.       |
| 272          | 25           | „Епизода 3.25” | Михаило Вукобратовић, Милан Коњевић и Иван Стефановић | Љиљана Несторовић, Даница Николић Николић, Маја Ценић и Војислав Тодоровић | 29. март 2019.       |
| 273          | 26           | „Епизода 3.26” | Михаило Вукобратовић, Милан Коњевић и Иван Стефановић | Љиљана Несторовић, Даница Николић Николић, Маја Ценић и Војислав Тодоровић | 1. април 2019.       |
| 274          | 27           | „Епизода 3.27” | Михаило Вукобратовић, Милан Коњевић и Иван Стефановић | Љиљана Несторовић, Даница Николић Николић, Маја Ценић и Војислав Тодоровић | 2. април 2019.       |
| 275          | 28           | „Епизода 3.28” | Михаило Вукобратовић, Милан Коњевић и Иван Стефановић | Љиљана Несторовић, Даница Николић Николић, Маја Ценић и Војислав Тодоровић | 3. април 2019.       |
| 276          | 29           | „Епизода 3.29” | Михаило Вукобратовић, Милан Коњевић и Иван Стефановић | Љиљана Несторовић, Даница Николић Николић, Маја Ценић и Војислав Тодоровић | 4. април 2019.       |
| 277          | 30           | „Епизода 3.30” | Михаило Вукобратовић, Милан Коњевић и Иван Стефановић | Љиљана Несторовић, Даница Николић Николић, Маја Ценић и Војислав Тодоровић | 5. април 2019.       |
| 278          | 31           | „Епизода 3.31” | Михаило Вукобратовић, Милан Коњевић и Иван Стефановић | Љиљана Несторовић, Даница Николић Николић, Маја Ценић и Војислав Тодоровић | 8. април 2019.       |
| 279          | 32           | „Епизода 3.32” | Михаило Вукобратовић, Милан Коњевић и Иван Стефановић | Љиљана Несторовић, Даница Николић Николић, Маја Ценић и Војислав Тодоровић | 9. април 2019.       |
| 280          | 33           | „Епизода 3.33” | Михаило Вукобратовић, Милан Коњевић и Иван Стефановић | Љиљана Несторовић, Даница Николић Николић, Маја Ценић и Војислав Тодоровић | 10. април 2019.      |
| 281          | 34           | „Епизода 3.34” | Михаило Вукобратовић, Милан Коњевић и Иван Стефановић | Љиљана Несторовић, Даница Николић Николић, Маја Ценић и Војислав Тодоровић | 11. април 2019.      |
| 282          | 35           | „Епизода 3.35” | Михаило Вукобратовић, Милан Коњевић и Иван Стефановић | Љиљана Несторовић, Даница Николић Николић, Маја Ценић и Војислав Тодоровић | 12. април 2019.      |
| 283          | 36           | „Епизода 3.36” | Михаило Вукобратовић, Милан Коњевић и Иван Стефановић | Љиљана Несторовић, Даница Николић Николић, Маја Ценић и Војислав Тодоровић | 15. април 2019.      |
| 284          | 37           | „Епизода 3.37” | Михаило Вукобратовић, Милан Коњевић и Иван Стефановић | Љиљана Несторовић, Даница Николић Николић, Маја Ценић и Војислав Тодоровић | 16. април 2019.      |
| 285          | 38           | „Епизода 3.38” | Михаило Вукобратовић, Милан Коњевић и Иван Стефановић | Љиљана Несторовић, Даница Николић Николић, Маја Ценић и Војислав Тодоровић | 17. април 2019.      |
| 286          | 39           | „Епизода 3.39” | Михаило Вукобратовић, Милан Коњевић и Иван Стефановић | Љиљана Несторовић, Даница Николић Николић, Маја Ценић и Војислав Тодоровић | 18. април 2019.      |
| 287          | 40           | „Епизода 3.40” | Михаило Вукобратовић, Милан Коњевић и Иван Стефановић | Љиљана Несторовић, Даница Николић Николић, Маја Ценић и Војислав Тодоровић | 19. април 2019.      |
| 288          | 41           | „Епизода 3.41” | Михаило Вукобратовић, Милан Коњевић и Иван Стефановић | Љиљана Несторовић, Даница Николић Николић, Маја Ценић и Војислав Тодоровић | 22. април 2019.      |
| 289          | 42           | „Епизода 3.42” | Михаило Вукобратовић, Милан Коњевић и Иван Стефановић | Љиљана Несторовић, Даница Николић Николић, Маја Ценић и Војислав Тодоровић | 23. април 2019.      |
| 290          | 43           | „Епизода 3.43” | Михаило Вукобратовић, Милан Коњевић и Иван Стефановић | Љиљана Несторовић, Даница Николић Николић, Маја Ценић и Војислав Тодоровић | 24. април 2019.      |
| 291          | 44           | „Епизода 3.44” | Михаило Вукобратовић, Милан Коњевић и Иван Стефановић | Љиљана Несторовић, Даница Николић Николић, Маја Ценић и Војислав Тодоровић | 25. април 2019.      |
| 292          | 45           | „Епизода 3.45” | Михаило Вукобратовић, Милан Коњевић и Иван Стефановић | Љиљана Несторовић, Даница Николић Николић, Маја Ценић и Војислав Тодоровић | 26. април 2019.      |
| 293          | 46           | „Епизода 3.46” | Михаило Вукобратовић, Милан Коњевић и Иван Стефановић | Љиљана Несторовић, Даница Николић Николић, Маја Ценић и Војислав Тодоровић | 29. април 2019.      |
| 294          | 47           | „Епизода 3.47” | Михаило Вукобратовић, Милан Коњевић и Иван Стефановић | Љиљана Несторовић, Даница Николић Николић, Маја Ценић и Војислав Тодоровић | 30. април 2019.      |
| 295          | 48           | „Епизода 3.48” | Михаило Вукобратовић, Милан Коњевић и Иван Стефановић | Љиљана Несторовић, Даница Николић Николић, Маја Ценић и Војислав Тодоровић | 1. мај 2019.         |
| 296          | 49           | „Епизода 3.49” | Михаило Вукобратовић, Милан Коњевић и Иван Стефановић | Љиљана Несторовић, Даница Николић Николић, Маја Ценић и Војислав Тодоровић | 2. мај 2019.         |
| 297          | 50           | „Епизода 3.50” | Михаило Вукобратовић, Милан Коњевић и Иван Стефановић | Љиљана Несторовић, Даница Николић Николић, Маја Ценић и Војислав Тодоровић | 3. мај 2019.         |
| 298          | 51           | „Епизода 3.51” | Михаило Вукобратовић, Милан Коњевић и Иван Стефановић | Љиљана Несторовић, Даница Николић Николић, Маја Ценић и Војислав Тодоровић | 6. мај 2019.         |
| 299          | 52           | „Епизода 3.52” | Михаило Вукобратовић, Милан Коњевић и Иван Стефановић | Љиљана Несторовић, Даница Николић Николић, Маја Ценић и Војислав Тодоровић | 7. мај 2019.         |
| 300          | 53           | „Епизода 3.53” | Михаило Вукобратовић, Милан Коњевић и Иван Стефановић | Љиљана Несторовић, Даница Николић Николић, Маја Ценић и Војислав Тодоровић | 8. мај 2019.         |
| 301          | 54           | „Епизода 3.54” | Михаило Вукобратовић, Милан Коњевић и Иван Стефановић | Љиљана Несторовић, Даница Николић Николић, Маја Ценић и Војислав Тодоровић | 9. мај 2019.         |
| 302          | 55           | „Епизода 3.55” | Михаило Вукобратовић, Милан Коњевић и Иван Стефановић | Љиљана Несторовић, Даница Николић Николић, Маја Ценић и Војислав Тодоровић | 10. мај 2019.        |
| 303          | 56           | „Епизода 3.56” | Михаило Вукобратовић, Милан Коњевић и Иван Стефановић | Љиљана Несторовић, Даница Николић Николић, Маја Ценић и Војислав Тодоровић | 13. мај 2019.        |
| 304          | 57           | „Епизода 3.57” | Михаило Вукобратовић, Милан Коњевић и Иван Стефановић | Љиљана Несторовић, Даница Николић Николић, Маја Ценић и Војислав Тодоровић | 14. мај 2019.        |
| 305          | 58           | „Епизода 3.58” | Михаило Вукобратовић, Милан Коњевић и Иван Стефановић | Љиљана Несторовић, Даница Николић Николић, Маја Ценић и Војислав Тодоровић | 15. мај 2019.        |
| 306          | 59           | „Епизода 3.59” | Михаило Вукобратовић, Милан Коњевић и Иван Стефановић | Љиљана Несторовић, Даница Николић Николић, Маја Ценић и Војислав Тодоровић | 16. мај 2019.        |
| 307          | 60           | „Епизода 3.60” | Михаило Вукобратовић, Милан Коњевић и Иван Стефановић | Љиљана Несторовић, Даница Николић Николић, Маја Ценић и Војислав Тодоровић | 17. мај 2019.        |
| 308          | 61           | „Епизода 3.61” | Михаило Вукобратовић, Милан Коњевић и Иван Стефановић | Љиљана Несторовић, Даница Николић Николић, Маја Ценић и Војислав Тодоровић | 20. мај 2019.        |
| 309          | 62           | „Епизода 3.62” | Михаило Вукобратовић, Милан Коњевић и Иван Стефановић | Љиљана Несторовић, Даница Николић Николић, Маја Ценић и Војислав Тодоровић | 21. мај 2019.        |
| 310          | 63           | „Епизода 3.63” | Михаило Вукобратовић, Милан Коњевић и Иван Стефановић | Љиљана Несторовић, Даница Николић Николић, Маја Ценић и Војислав Тодоровић | 22. мај 2019.        |
| 311          | 64           | „Епизода 3.64” | Михаило Вукобратовић, Милан Коњевић и Иван Стефановић | Љиљана Несторовић, Даница Николић Николић, Маја Ценић и Војислав Тодоровић | 23. мај 2019.        |
| 312          | 65           | „Епизода 3.65” | Михаило Вукобратовић, Милан Коњевић и Иван Стефановић | Љиљана Несторовић, Даница Николић Николић, Маја Ценић и Војислав Тодоровић | 24. мај 2019.        |
| 313          | 66           | „Епизода 3.66” | Михаило Вукобратовић, Милан Коњевић и Иван Стефановић | Љиљана Несторовић, Даница Николић Николић, Маја Ценић и Војислав Тодоровић | 27. мај 2019.        |
| 314          | 67           | „Епизода 3.67” | Михаило Вукобратовић, Милан Коњевић и Иван Стефановић | Љиљана Несторовић, Даница Николић Николић, Маја Ценић и Војислав Тодоровић | 28. мај 2019.        |
| 315          | 68           | „Епизода 3.68” | Михаило Вукобратовић, Милан Коњевић и Иван Стефановић | Љиљана Несторовић, Даница Николић Николић, Маја Ценић и Војислав Тодоровић | 29. мај 2019.        |
| 316          | 69           | „Епизода 3.69” | Михаило Вукобратовић, Милан Коњевић и Иван Стефановић | Љиљана Несторовић, Даница Николић Николић, Маја Ценић и Војислав Тодоровић | 30. мај 2019.        |
| 317          | 70           | „Епизода 3.70” | Михаило Вукобратовић, Милан Коњевић и Иван Стефановић | Љиљана Несторовић, Даница Николић Николић, Маја Ценић и Војислав Тодоровић | 31. мај 2019.        |
| 318          | 71           | „Епизода 3.71” | Михаило Вукобратовић, Милан Коњевић и Иван Стефановић | Љиљана Несторовић, Даница Николић Николић, Маја Ценић и Војислав Тодоровић | 3. јун 2019.         |
| 319          | 72           | „Епизода 3.72” | Михаило Вукобратовић, Милан Коњевић и Иван Стефановић | Љиљана Несторовић, Даница Николић Николић, Маја Ценић и Војислав Тодоровић | 4. јун 2019.         |
| 320          | 73           | „Епизода 3.73” | Михаило Вукобратовић, Милан Коњевић и Иван Стефановић | Љиљана Несторовић, Даница Николић Николић, Маја Ценић и Војислав Тодоровић | 5. јун 2019.         |
| 321          | 74           | „Епизода 3.74” | Михаило Вукобратовић, Милан Коњевић и Иван Стефановић | Љиљана Несторовић, Даница Николић Николић, Маја Ценић и Војислав Тодоровић | 6. јун 2019.         |
| 322          | 75           | „Епизода 3.75” | Михаило Вукобратовић, Милан Коњевић и Иван Стефановић | Љиљана Несторовић, Даница Николић Николић, Маја Ценић и Војислав Тодоровић | 7. јун 2019.         |
| 323          | 76           | „Епизода 3.76” | Михаило Вукобратовић, Милан Коњевић и Иван Стефановић | Љиљана Несторовић, Даница Николић Николић, Маја Ценић и Војислав Тодоровић | 10. јун 2019.        |
| 324          | 77           | „Епизода 3.77” | Михаило Вукобратовић, Милан Коњевић и Иван Стефановић | Љиљана Несторовић, Даница Николић Николић, Маја Ценић и Војислав Тодоровић | 11. јун 2019.        |
| 325          | 78           | „Епизода 3.78” | Михаило Вукобратовић, Милан Коњевић и Иван Стефановић | Љиљана Несторовић, Даница Николић Николић, Маја Ценић и Војислав Тодоровић | 12. јун 2019.        |
| 326          | 79           | „Епизода 3.79” | Михаило Вукобратовић, Милан Коњевић и Иван Стефановић | Љиљана Несторовић, Даница Николић Николић, Маја Ценић и Војислав Тодоровић | 13. јун 2019.        |
| 327          | 80           | „Епизода 3.80” | Михаило Вукобратовић, Милан Коњевић и Иван Стефановић | Љиљана Несторовић, Даница Николић Николић, Маја Ценић и Војислав Тодоровић | 14. јун 2019.        |
| 328          | 81           | „Епизода 3.81” | Михаило Вукобратовић, Милан Коњевић и Иван Стефановић | Љиљана Несторовић, Даница Николић Николић, Маја Ценић и Војислав Тодоровић | 17. јун 2019.        |
| 329          | 82           | „Епизода 3.82” | Михаило Вукобратовић, Милан Коњевић и Иван Стефановић | Љиљана Несторовић, Даница Николић Николић, Маја Ценић и Војислав Тодоровић | 18. јун 2019.        |
| 330          | 83           | „Епизода 3.83” | Михаило Вукобратовић, Милан Коњевић и Иван Стефановић | Љиљана Несторовић, Даница Николић Николић, Маја Ценић и Војислав Тодоровић | 19. јун 2019.        |
| 331          | 84           | „Епизода 3.84” | Михаило Вукобратовић, Милан Коњевић и Иван Стефановић | Љиљана Несторовић, Даница Николић Николић, Маја Ценић и Војислав Тодоровић | 21. јун 2019.        |
| 332          | 85           | „Епизода 3.85” | Михаило Вукобратовић, Милан Коњевић и Иван Стефановић | Љиљана Несторовић, Даница Николић Николић, Маја Ценић и Војислав Тодоровић | 21. јун 2019.        |